# Lana
Pour les articles homonymes, voir Lana (homonymie).
Ne doit pas être confondu avec Lana (Navarre).
Lana (en allemand, Lana) est une commune italienne d'environ 12 000 habitants située dans la province autonome de Bolzano dans la région du Trentin-Haut-Adige dans le nord-est de l'Italie.

## Culture
Le nom commun "lana" en italien signifie "laine" en français.

## Administration
| Période                                  | Période | Identité | Étiquette | Qualité |
| ---------------------------------------- | ------- | -------- | --------- | ------- |
|                                          |         |          |           |         |
| Les données manquantes sont à compléter. |         |          |           |         |

### Hameaux
Foiana (Völlan), Pavicolo (Pawigl), Acquaviva (Ackpfeif)

### Communes limitrophes
Les communes limitrophes sont  Cermes, Gargazzone, Lagundo, Marlengo, Mérano, Naturno, Parcines, Postal, San Pancrazio et Tesimo.

## Personnalités
Josef Ohrwalder (1856-1913), missionnaire au Soudan et auteur d'un livre relatant sa captivité chez les mahdistes